# شایعه شده…
شایعه شده... (انگلیسی: Rumor Has It) فیلمی در ژانر کمدی رمانتیک و کمدی-درام به کارگردانی راب رینر است که در سال ۲۰۰۵ با درخشش جنیفر آنیستون، کوین کاستنر، شرلی مک‌لین و مارک روفالو منتشر شد.
فیلمنامه این فیلم از تد گریفین بوده است و احتمال میرود با الهام‌گیری از رمان "فارغ التحصیل" از چارلز وب باشد.
این فیلم نقد های منفی ای از سوی منتقدین دریافت کرد و فروش باجه ناامید کننده‌ای داشت تنها ۸۸.۹ میلیون دلار در برابر بودجه ساخت ۷۰ میلیون دلاری.

## خلاصه داستان
سارا هاتینجر یک روزنامه نگار اهل نیویورک به همراه نامزدش جف دالی برای مراسم ازدواج خواهرش آنی به زادگاهش پاسادینا بازمی گردد. سارا معتقد است که هیچ شباهتی به سایر اعضای خانواده اش ندارد. در طی مراسم سارا به مادربزرگش میگوید که با اینکه جف مرد فوق العاده ای است سارا در مورد ازدواج با او هنوز مردد است. مادربزرگ میگوید که این موضوع طبیعی است و مادر سارا (که سالها پیش فوت شده است) نیز پیش از ازدواج با پدرش مردد شده بوده است. تا جایی که یک هفته مانده به مراسم ازدواج همه چیز را رها کرده و به مکزیک رفته است تا معشوق سابقش (بو باروز) را ببیند. سارا همچنین متوجه میشود که فاصله ازدواج والدینش با تولد او بسیار کم بوده است. بنابراین شک میکند که بو باروز پدر حقیقی او باشد. از سوی دیگر سارا متوجه میشود که رمان معروف «فارغ التحصیل» که توسط یکی از دوستان بو باروز نوشته شده در حقیقت ماجرای مثلث عشقی مادرش، مادربزرگش و بو باروز را روایت میکند بنابراین تصمیم میگیرد که بو باروز را پیدا کند و ماجرا را از زبان او بشنود...

## بازیگران
| بازیگر        | نقش      | توضیح                |
| ------------- | -------- | -------------------- |
| جنیفر آنیستون | سارا     |                      |
| کوین کاستنر   | بو باروز | معشوق سابق مادر سارا |
| شرلی مک‌لین    | کاترین   | مادربزرگ سارا        |
| مارک روفالو   | جف       | نامزد سارا           |
| ریچارد جنکینز | ارل      | پدر سارا             |
| مینا سوواری   | آنی      | خواهر سارا           |
| مایک فوگل     | بلیک     | پسر بو               |